# Sunset Rubdown
Sunset Rubdown var ett indierockband från Montréal, Kanada. Bandet började som ett soloprojekt för Spencer Krug från Wolf Parade, och han släppte debutalbumet Snake's Got a Leg i juli 2005. Så småningom utökades bandet med Camilla Wynn Ingr från Pony Up!, Jordan Robson-Cramer, från XY Lover, Miracle Fortress och Magic Weapon, och Michael Doerksen från Deep Sleepover. Johnny Depp använde några av bandets låtar som inspiration när han skapade the Mad Hatter i Alice i Underlandet.

## Medlemmar
- Spencer Krug - sång, keyboard, gitarr (2005-2009)
- Michael Doerksen - gitarr, trummor (2005-2009)
- Camilla Wynne Ingr - sång, slagverk (2005-2009)
- Jordan Robson-Cramer - trummor, gitarr (2005-2009)
- Mark Nicol - basgitarr, trummor, slagverk (2007-2009)

## Diskografi
Studioalbum
- Snake's Got a Leg (2005) (Global Symphonic)
- Shut Up I Am Dreaming (2006) (Absolutely Kosher)
- Random Spirit Lover  (2007) (Jagjaguwar)
- Dragonslayer (2009) (Jagjaguwar)

EP
- Sunset Rubdown (2006) (Global Symphonic)

Singlar
- Sunset Rubdown Introducing Moonface (2009) (Aagoo Records)